# Гауйиенская волость
Гауйиенская волость (латыш. Gaujienas pagasts) — одна из территориальных единиц Смилтенского края. Находится на Трапенской равнине Северо-Латвийской низменности в северо-восточной части Латвии на границе с Эстонией.
Граничит с Трапенской, Грундзальской волостью и Вирешской волостями своего края, Завартской волостью Валкского края, а также с волостью Хааньямаа эстонского уезда Вырумаа.
Наиболее крупные населённые пункты Гауйиенской волости: Гауйиена (волостной центр), Дарзциемс, Межциемс, Звартава.
По территории волости протекают реки: Гауя, Айма, Мелдерупите, Поляка.
Крупные водоёмы: озеро Звартава эзерс.
Наивысшая точка: 108.9 м
Национальный состав: 90,1 % — латыши, 6 % — русские, 1,2 % — белорусы, 1,1 % — цыгане.
Волость пересекает Видземское шоссе и автомобильная дорога Валка — Виреши.

## История
В XII веке земли нынешней Гауйиенской волости были заселены латгалами. В 1224 году местность была завоёвана немецким Орденом меченосцев. Во второй половине XIII века здесь был построен, ставший центром комтурства, замок Ливонского ордена (разрушен в ходе Ливонской и Северной войн).
На 1613 год приходится первое упоминание в историческом источнике Гауйенской церкви. В 1688 году была открыта школа.
На территории волости в XIX веке находились Дартское, Гауйенское, Палшское и Звартавское поместья, а также Лейманское полупоместье.
В 1935 году территория Гауйенской волости Валкского уезда составляла 232 км², в ней проживало 2487 человек.
После Второй мировой войны были организованы 3 колхоза. В 1970-е годы они были укрупнены и составили два колхоза «Гауйиена» и «Звартава» (оба ликвидированы в начале 1990-х годов).
В 1945 году в волости были образованы Гауйиенский и Видагский сельские советы. В 1949 году произошла отмена волостного деления и Гауйиенский сельсовет входил поочерёдно в состав Апского (1949—1956), Смилтенского (1956—1957), Алуксненского (1957—1962, после 1967) и Валкского (1962—1967) районов.
В 1960 году к Гауйиенскому сельсовету была присоединена территория ликвидированного колхоза «Страуме» Звартавского сельсовета.
В 1990 году Гауйиенский сельсовет был реорганизован в волость. В 2009 году, по окончании латвийской административно-территориальной реформы, Гауйиенская волость вошла в состав Апского края.
В 2021 году в результате новой административно-территориальной реформы Апский край был упразднён, Гауйиенская волость была включена в Смилтенский край.
После 2010 года в волости находились 7 экономически активных предприятий, Гауйиенская гимназия, Гауйиенская специализированная школа-интернат, музыкальная и художественная школа, детское дошкольно-образовательное учреждение «Тауренитис», Гауйиенская волостная библиотека, Дом культуры, мемориальный музей Я. Витола «Анниняс», база отдыха «Звартавас пилс», аптека, охотничье хозяйство, почтовое отделение.